# Quizás, quizás, quizás

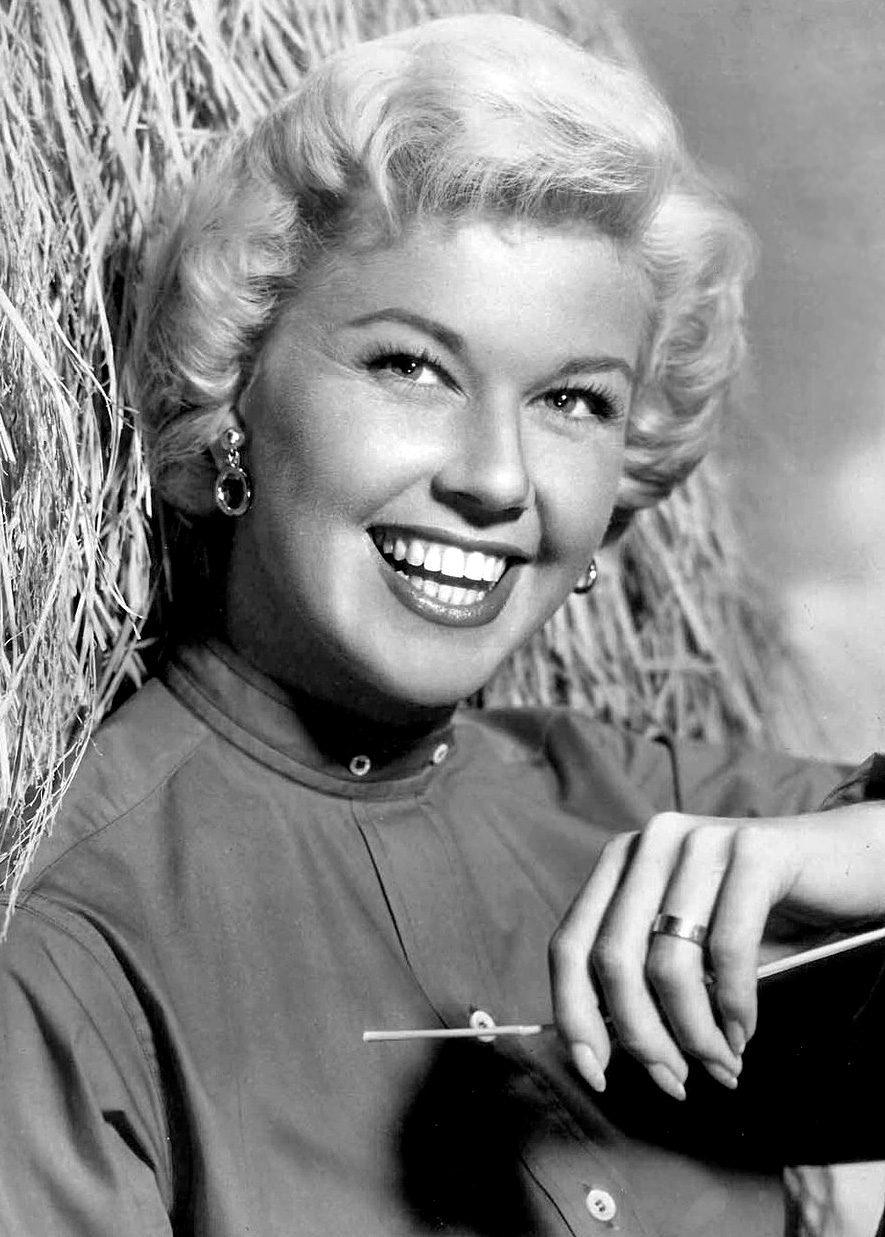
Doris Day, 1957.

Quizás, quizás, quizás (abrégé communément en Quizás) est un boléro écrit par le compositeur cubain Osvaldo Farrés en 1947. La chanson fut ensuite adaptée en anglais en 1958 par Nat King Cole sous le titre Perhaps, Perhaps, Perhaps, qu'il a également chantée en espagnol. Le titre a donné lieu à de nombreuses autres adaptations et interprétations, en plusieurs langues.

## Adaptations
Cette chanson connut de nombreuses interprétations, les plus connues étant sans doute celles de Nat King Cole, en espagnol, enregistrée en 1958, et celle de Doris Day : Perhaps, Perhaps, Perhaps pour la version anglaise.  Un journaliste algérien a recensé sur le seul site MusicMe «  126 versions par 56 artistes du monde entier allant de l'original d'Osvaldo Farrès à Roberto Alagna en passant par Les Gypsies, Arielle Dombasle, Cesaria Evora, Jennifer Lopez, un chanteur chinois et bien d'autres ».
Athena (groupe), Celia Cruz, Pérez Prado, les Sœurs Étienne, Gloria Lasso, Dario Moreno en 1950, Julio Iglesias, le groupe rock Cake, Omara Portuondo, Irakere, Guy Marchand, Andrea Bocelli et Florent Pagny l'ont aussi chantée[réf. nécessaire].

### Adaptations françaises
Luis Mariano a été le premier à en faire une version française, avec paroles de Jacques Larue, sous le titre Qui sait, qui sait, qui sait.
En 1949, Henri Salvador l'a également repris.
Pascal Parisot en a adapté une version parodique intitulée Que je sache sur l'album Wonderful en 2002.

### Adaptations arabes
La fameuse Diva Fairuz a interprété la première version arabe de cette chanson sous le nom de Tourah (تراه" او "مرفرف الدلال") en 1955, créée par les frères Rahbani. C'était l'une de ses premières adaptations de la musique occidentale, cette même version a été interprétée plus tard par Fadia.
La chanson eut aussi une version arabe de style chaâbi algérien, créée par l'algérien Abdelhakim Garami en 1958 sous le titre Chehilet Laayani. C'est le chanteur Chaâbi Mohamed Zerbout qui l'a enregistrée pour la première fois en 1959. Elle fut ensuite reprise par Abdelkader Guessoum puis Abdelkader Chaou et Kamel Messaoudi. Cette même version a ensuite été reprise par la tunisienne Syrine Ben Moussa en 2006. En 2004, le groupe Barrio Chino a réorchestré cette chanson dans le spectacle franco-algérien Les Orientales (Mona Boutchebak, Sylvie Aniorte-Paz, Saleha Moudjari, Gil Aniorte). La chanson connût également une adaptation raï en 1998 avec Bladi de Cheb Mami sur l'album Meli Meli.
Une version libanaise, intitulée « Bel 'Aks » (Au contraire), a été enregistrée et interprétée en 2008 par un duo formé de Ramy Ayach et Abir Nehmé.

## Au cinéma et à la télévision
Sauf indication contraire, les informations mentionnées dans cette section peuvent être confirmées par le générique de fin de l'œuvre audiovisuelle présentée ici, ainsi que par la base de données cinématographiques IMDb,  présente dans la section « Liens externes ».
La chanson figure également sur la bande originale et parmi les musiques additionnelles de plusieurs œuvres audiovisuelles :
- 1992 : Ballroom Dancing de Baz Luhrmann, par Doris Day
- 1993 : Drôles d'oiseaux de Peter Kassovitz
- 2000 : In the Mood for Love de Wong Kar-wai, par Nat King Cole qui l'interprète en espagnol avec un accent américain
- 2001 : Tortilla Soup de María Ripoll (en)
- 2001 : America's Sweethearts par Geri Halliwell
- 2002 : Six Sexy, sitcom, version britannique, saison 3 épisode 7 Perhaps, Perhaps, Perhaps par Marie Wilson
- 2004 : La Mauvaise Éducation de Pedro Almodóvar, par Sara Montiel (doublage)
- 2004 : Carnets de voyage de Walter Salles, par Gustavo Santaolalla
- 2005 : Le Secret de Brokeback Mountain de Ang Lee, par Rick Garcia
- 2006 : Quand j'étais chanteur de Xavier Giannoli, dans sa version française Qui sait, qui sait, qui sait
- 2011 : Pourquoi tu pleures ? de Katia Lewkowicz
- 2011 : The Tree of Life de Terrence Malick
- 2012 : Ce que le jour doit à la nuit
- 2014 : Les vacances du Petit Nicolas
- 2014 : Christina Noble de Stephen Bradley